# Yöttäjä
Yöttäjä eller Yöttäjänjärvi är en sjö i Finland. Den ligger i kommunen Nurmes i landskapet Norra Karelen, i den centrala delen av landet, 400 km nordost om huvudstaden Helsingfors. Yöttäjä ligger 219 meter över havet. I omgivningarna runt Yöttäjä växer i huvudsak blandskog. Den är 12,02 meter djup. Arean är 95,1 hektar och strandlinjen är 7,68 kilometer lång. Sjön  ingår i Vuoksens huvudavrinningsområde. 
I övrigt finns följande i Yöttäjä:
- Isosaari (en ö)